# Драйцун Марк Олексійович
Драйцун Марк Олексійович — радянський і український художник-мультиплікатор, ілюстратор, режисер мультиплікаційних фільмів.
Народився 1 березня 1930 р. в Саратові (РРФСР) в родині службовця. Закінчив архітектурний факультет Київського інженерно-будівельного інституту (1954).
Після закінчення інституту разом із своїми друзями, випускниками КІБІ, колишніми архітекторами Володимиром Дахном і Давидом Черкаським розпочав роботу в творчому об'єднанні мультиплікаційних фільмів на студії «Київнаукфільм» (нині «Укранімафільм») під керівництвом  І. Б. Гурвич.   
Малював для журналів «Піонерія», «Ранок», «Знання та праця», «Барвінок».
З 1961 р. — художник і режисер Творчого об'єднання художньої мультиплікації студії «Київнаукфільм».
Режисер та художник багатьох діафільмів. Був у 1967—1996 рр. членом Спілки кінематографістів України.
1996 р. виїхав до США.

## Фільмографія
Оформив фільми:
- «Пригоди Перця» (1961),
- «Веснянка» (1961),
- «Як людина створила бога» (1961),
- «П'яні вовки»,
- «Пушок і Дружок»,
- «Супутниця королеви» (1962),
- «Золоте яєчко»,
- «Непосида, М'якуш і Нетак », «Заєць та їжак» (1963),
- «Невмивака» (1964, худ. і реж.),
- «Казка про царевича та трьох лікарів» (1965),
- «Злісний розтрощувач яєць» (1966),
- «Колумб пристає до берега»,  «Тяв і Гав», «Як козаки куліш варили», «Розпатланий горобець» (1967),
- «Казка про місячне світло‎», «Пригоди козака Енея», «Як козак щастя шукав», «Музичні малюнки», «Людина, яка вміла літати» (1968),
- «Містерія-буф», «Котигорошко» (1969),
- «Некмітливий горобець», «Як козаки у футбол грали» (1970),
- «Чарівник Ох», «Про смугасте слоненя» (1971),
- «Зубна билиця», «Тигреня в чайнику» (1972),
- «Як козаки наречених визволяли», «Таємниця країни суниць», «Як жінки чоловіків продавали» (1973),
- «У світі пернатих» (1974, у співавт.)
- «Теплий хліб» (1974), «Хлопчик з вуздечкою» (1974),
- «Як їжачок і ведмедик зустрічали Новий Рік», «Салют» (1975),
- «Парасолька стає дружинником» (1976),
- «Казки райського саду» (1977),
- «Нічні капітани», «Лісова пісня» (1978),
- «Грицькові книжки», «Пригоди капітана Врунгеля» (1979),
- «Тік і Так» (1980) та ін.

Зробив мультвиставу до художньої стрічки «Ми, двоє чоловіків» (1962).